# L'Agglorieuse
L’Agglorieuse (également stylisé L'Agglo-Rieuse et aussi nommé La Mouette) est un hebdomadaire satirique française d'origine montpelliéraine, créé en 2002 par Tristan Cuche, qui en est le directeur de la publication. 

## Histoire
L'hebdomadaire satirique a été créé en 2002 par Tristan Cuche à Montpellier,, inspiré par le succès des tirés à part de Charlie Hebdo (un supplément par ville) et de l’Hebdo, un journal du Nord-Aveyron. Selon Tristan Cuche, qui en est le directeur, « la PQR [presse quotidienne régionale] fait passer un message trop institutionnel. Cela nous ouvre un boulevard » pour « proposer quelque chose de différent »,.
En 2006, le tirage a doublé pour atteindre les 2 000 exemplaires.
En 2009, le canard compte entre 8 000 et 10 000 lecteurs.
L'hebdomadaire, situé à proximité de la place de la Comédie, a fait de Georges Frêche, président de Région entre 2004 et 2010 et connu pour ses dérapages verbaux,,  l'un de ses chevaux de bataille, le surnommant « le grand satrape de la Septimanie »,. Le journal critique également d'autres élus de la région. Selon L'Express, le journal subit en conséquence des « pressions » et certains afficheurs refusent de lui vendre des emplacements publicitaires. Tristan Cuche déclare en 2009 ne pas avoir pu accéder aux conférences de presse pendant 7 ans avant d'y être autorisé par les pouvoirs publics.
En 2014, L'Agglorieuse est en « danger de mort » après sa condamnation à une amende de 91 200 euros par la Cour d'appel de Nîmes pour son article sur un promoteur immobilier local intitulé « Arnaque présumée : mais où est passé tout ce fric »,. Le 1er mars 2016, la Cour de cassation annule la condamnation, estimant que les propos incriminés «  reposaient sur une base factuelle suffisante »,.
Depuis avril 2017, toutes les semaines, le média reçoit un invité sur sa Web TV. Des invités ont été reçus par l'hebdomadaire satirique tels que le philosophe et sociologue Edgar Morin, Zineb El Rhazoui, Carole Delga, Philippe Saurel ainsi que l'humoriste montpelliérain Rémi Gaillard[source secondaire souhaitée].
À partir de 2022, le journal élargit sa zone géographique d'action, couvrant désormais l'actualité dans plusieurs départements proches et notamment à Toulouse, Perpignan et Montpellier.

## Ligne éditoriale
Le journal est décrit par Made in Perpignan comme traitant « l’actualité politique sur un ton satirique ». L'Agglorieuse revendique une similitude sur le fond et la forme avec Le Canard enchaîné, et son directeur déclare viser « l'indiscrétion politique ». La mascotte de L'Agglorieuse est la mouette.

### Publications
L'hebdomadaire traite des sujets politiques, sociaux, environnementaux, culturels, de justice, sport et médias de la région Occitanie. Le journal se caractérise comme indépendant, impertinent et humoristique.
Les dessins de presse – réalisés par Jean-François Ramirez, Vincent Vesse Jean-Paul Vomorin et Delirius – illustrent la plupart des articles du canard.  
Le journal est disponible sous format papier tous les mercredis dans l’Hérault,. Il propose également une version web qui couvre la zone de Toulouse et les départements de l’Aude, du Tarn, de l’Aveyron, du Gard, de la Lozère et plus récemment des Pyrénées Orientales,.
Le journal est habilité depuis janvier 2005 à diffuser les annonces légales de l’Hérault et en 2019 à diffuser les annonces légales de l’Aveyron sur le web.
A l'instar de son cousin, il paraît le mercredi,.

### Rubriques
| Nom de la rubrique                      | Description |
| --------------------------------------- | --- |
| La Mouette                              | A la une de son édition imprimée, l’Agglorieuse publie un édito, par La Mouette, portant sur une actualité de la semaine.                                             |
| La risée d'agglo                        | De l'information locale. |
| La semaine des mouettes                 | Résumé hebdomadaire de l'actualité politique française et internationale.                                                                                             |
| Jérémédiades                            | Une chronique tenue par Jérémy Laurenz. |
| Ils ont vécu ici                        | Dans chaque numéro, l’hebdomadaire dresse le portrait d’un personnage historique local oublié. Ces articles sont rédigés par un de ses collaborateurs, Donato Pelayo. |
| Frites à volonté... Frites à volonté... | Une revue de presse au ton moqueur et impertinent qui force le trait sur l'actualité politique nationale et locale.                                                   |
| Les annonces légales                    | Les annonces légales sur le territoire de l'Hérault et de l'Aveyron.                                                                                                  |
| À vos plumes                            | Le courrier des lecteurs de La Mouette. |

### Indépendance, modèle économique
Le modèle économique du média repose principalement sur les abonnements et sur les ventes de journaux. En outre, le journal est financé en partie par la diffusion d'annonces légales. Finalement, L'Agglo-Rieuse a également recours à la publicité afin de consolider son modèle économique[source secondaire souhaitée]. 
La Mouette est reconnue par la Commission paritaire des publications et des agences de presse (CPPAP).

### Partenariats
L'Agglo-Rieuse est partenaire du centre pour l'éducation aux médias et à l'information (CLEMI).

## Affaires judiciaires
L’hebdomadaire a plusieurs fois été poursuivi en justice pour diffamation.
En 2006, il s'est vu assigné 4 fois en justice en l'espace de deux semaines.
À la suite de la publication d’un article du 12 mai 2010 à l'encontre de Robert Garzillo , intitulé « Arnaque présumée : mais où est passé tout ce fric » du journaliste Jean-Marc Aubert,  le journal a été condamné par la Cour d’appel de Nîmes à 91 200€ d’amende pour diffamation. Le 1er mars 2016, la Cour de cassation annule la condamnation,.
En 2013, L’Agglorieuse a été condamnée par le tribunal correctionnel à verser 3 500€ d’amende et de dommages et intérêts à la suite de la publication d’un dessin de presse de Jean-François Ramirez jugé injurieux en 2011 à l'encontre de la Chambre de commerce et d'industrie de Montpellier à propos d'une affaire de fraude électorale présumée.
Le quotidien a également été poursuivi pour diffamation en 2013 par la Ville de Montpellier.

## Organisation

### Collaborateurs notables

#### Collaborateurs actuels
- Delirius[26]
- Pierre Escaich
- Jérémy Laurenz
- Donato Pelayo[27]
- Audrey Prieur
- Jean-François Ramirez[24]
- Jean-Michel Renault[28]
- Georges Roques
- Vincent Vesse
- Henri Viala
- Jean-Paul Vomorin[29]

#### Anciens collaborateurs
- Jean-Marc Aubert[30]
- Alain Nenoff[31],[32]
- Rémy Loury[32]
- Benjamin Téoule, qui a quitté le canard pour fonder le d'Oc en 2017 jusqu'à la disparition du média en 2021[33].

#### Livre
- Gilles Gaetner, Les journalistes ne devraient pas dire ça. Quand la presse va trop loin...ou pas assez, Paris, L'artilleur, 2017, 336 p.